# Privatskov
Betegnelsen privatskov dækker i Danmark skove, der ikke er statsskove.
Reglerne for færdsel i de to typer skov er forskellige – i privatskove har offentligheden som udgangspunkt kun adgang i dagtimerne og kun på veje og stier. Den enkelte skovejer kan imidlertid tillade yderligere adgang.
| Forvaltning | Spire Denne artikel om forvaltning er en spire som bør udbygges. Du er velkommen til at hjælpe Wikipedia ved at udvide den. |